# Stray Dogs
Pour plus de détails, voir Fiche technique et Distribution.
Stray Dogs (ケルベロス 地獄の番犬, Keruberosu, Jigoku no banken) est un film japonais réalisé par Mamoru Oshii, sorti en 1991.

## Synopsis
Dans une uchronie où l'Allemagne a vaincu le Japon durant la Seconde Guerre mondiale, Inui, un ancien membre des Kerberos condamné à trois ans de prison après le putsch raté de son unité, part à la recherche de son supérieur, Koichi, qu'il avait vu abandonner le champ de bataille juste avant la défaite.
Se retrouvant à Taïwan, il arpente l'île avec l'aide de l'ancienne fiancée de Koichi et l'assistance d'un mystérieux homme en blanc, mais sa quête le pousse à s'interroger sur sa propre nature.

## Fiche technique
- Titre : Stray Dogs
- Titre original : ケルベロス 地獄の番犬 (Keruberosu: Jigoku no banken)
- Réalisation : Mamoru Oshii
- Scénario : Mamoru Oshii
- Production : Inconnu
- Musique : Kenji Kawai
- Photographie : Yousuke Mamiya
- Montage : Seiji Morita
- Pays d'origine : Japon
- Langue : japonais, cantonais
- Format : Couleurs - 1,85:1 - Dolby Digital - 35 mm
- Genre : Drame, science-fiction
- Durée : 125 minutes
- Date de sortie : 1991 (Japon)

## Distribution
- Yoshikatsu Fujiki : Inui
- Shigeru Chiba : Koichi Todome
- Takashi Matsuyama : L'homme en blanc
- Eaching Sue : Tang Mie